# Wilhelmina Iwanowska
Pour les articles homonymes, voir Iwanowska.
Wilhemina Iwanowska, née le 2 septembre 1905 à Wilno (à l'époque en Pologne, aujoud'hui Vilnius en Lituanie) et morte le 16 mai 1999 à Toruń (en Pologne), est une astronome et le premier professeur d'astrophysique en Pologne. Iwanowska a été une pionnière de l'astrophysique dans la science polonaise.

## Enfance et famille
Wilhemina Iwanowska est née dans une famille noble à la frontière de la Pologne, mais pas pour autant riche.

## Travail et éducation
Wilhemina Iwanowska a commencé ses études dans les mathématiques, à Wilno, à l'Université Étienne-Báthory (USB). Iwanowska a également commencé à travailler à l'université en 1927. À l'université, Iwanowska a étudié auprès de Juliusz Rudnicki et a obtenu sa maîtrise en fonctions analytiques en 1929,. Puis, en 1933, elle obtient son D.Sc (diplôme de docteur en science) en astronomie. En 1937, Iwanowska obtint son diplôme de docent en astronomie.
En 1926, Iwanowska fut approchée par Władysław Dziewulski, professeur à l'université. Dziewulski a proposé à Iwanowska un emploi à l'Observatoire astronomique de l'université Jagellonne. Ainsi, en 1927, la profession d'astronome d'Iwanowska commença, une période qui comprit l'essor de l'astrophysique dans la science polonaise et ses premières réalisations.
De 1934 à 1935, Wilhemina Iwanowska s'est concentrée sur la spectroscopie astronomique lors de son stage à l'Observatoire de Stockholm. En 1937 à l'USB, elle présente sa thèse postdoctorale où « elle caractérise les supergéantes stellaires sur la base de l'analyse de leurs caractéristiques spectrales ».
De 1945 à 1999, Iwanowska a travaillé à l'Université de Toruń. Le 14 juillet 1945, Wilhemina Iwanowska et environ 200 autres membres du personnel de l'USB furent transférés à Toruń. Iwanowska et les autres scientifiques ont réussi à créer une université à Toruń. Le 26 août 1945, l'Université-Nicolas Copernic fut fondée. Elle comprenait deux départements : l'astronomie et l'astrophysique. Elle a été l'une des fondatrices de l'Université Nicolas-Copernic et de l'École d'astronomie et de radioastronomie de Toruń et a contribué au développement de plusieurs de leurs programmes,. En 1946, Wilhemina Iwanowska devient le premier professeur d'astrophysique en Pologne.
Wilhemina Iwanowska a dirigé l'observatoire de Toruń de 1952 à 1976, année de sa retraite. Sous sa direction, Wilhemina Iwanowska a promu dix-neuf docteurs. De plus, huit de ses étudiants sont devenus professeurs.
Wilhemina Iwanowska visitait fréquemment de nombreux observatoires à travers l'Europe. Elle s'est également rendue aux États-Unis et au Canada. Au cours du mois de janvier 1973, Wilhemina Iwanowska fut un invité d'honneur du Comité national canadien du quinquacentenaire de Nicolas Copernic, de la Société royale d'astronomie du Canada et du Conseil national de la recherche.

## Recherche notable
- Au cours de ses recherches, Wilhemina Iwanowska a découvert une nouvelle échelle de distance dans l'univers, ce qui est considéré comme sa plus grande réussite[2].
- En 1933, Wilhemina Iwanowska a soutenu sa thèse de doctorat sur les observations photographiques bicolores[2].
- En 1937, elle présente sa thèse d'habilitation dans laquelle « elle caractérise les supergéantes stellaires sur la base de l'analyse de leurs caractéristiques spectrales »[2].
- La bibliographie scientifique de Wilhemina Iwanowska comprend environ 150 ouvrages[2].

## Honneurs et distinctions
- De 1973 à 1979, Iwanowska fut vice-présidente de l'Union astronomique internationale[1].
- Iwanowska était également membre de l'Académie polonaise des sciences[1].
- Iwanowska est devenue la première directrice de l'Institut d'astronomie de l'Université Copernic de Toruń[8].
- Iwanowska fut docteur honoris causa dans trois universités ; une à Winnipeg, une autre à Leicester et la dernière à Toruń[1].
- En 1995, elle reçoit la Grande Croix de l'Ordre Polonia Restituta.
- En 1973, elle devient citoyenne d'honneur de Winnipeg[7].
- En 1997, elle devient citoyenne d'honneur de Toruń[7].
- Le pape[Lequel ?][Quand ?] lui remet la médaille « Pro Ecclesia et Pontifice »[1].
- L'astéroïde (198820) Iwanowska porte son nom[4].

## Mort
Wilhemina Iwanowska est décédée le 16 mai 1999. Elle a été enterrée à Toruń aux côtés de sa mère, de sa sœur et de sa nièce.